# Ixora brachycotyla
Ixora brachycotyla är en måreväxtart som beskrevs av Cornelis Eliza Bertus Bremekamp. Ixora brachycotyla ingår i släktet Ixora och familjen måreväxter. Inga underarter finns listade i Catalogue of Life.